# Étranger
『Étranger』（エトランジェ）は、1987年にリリースされた来生たかおの13枚目のオリジナルアルバム（LP〈規格品番：28MS-0149〉／CT〈規格品番：28CS-0149〉／CD〈規格品番：H33K-20106〉）である。

## 概要
※原則的に、来生たかおは“来生”に省略、来生えつこは“来生えつこ”と表記。
アルバムコンセプトは“ヨーロッパ風”で、ディレクターからはクロード・ルルーシュが監督した映画『男と女』のイメージという提案があった。収録曲の「楽園のDoor」は、元々オフィシャルファンクラブ「TAKAO CLUB」の会員向けに先んじて録音されたもので、来生は“アルバム全体のイメージの基になっている気がする”と述べている。
来生えつこによれば、時代劇の主題歌として使用されるために内容を変更せざるを得なかった「時を咲かせて」や、他の作詞家の作品である「楽園のDoor」が収録されており、歌詞の面では満足していないという。

## 復刻盤
- 1991年4月25日：CD（規格品番：KTCR-1058）
- 1995年7月21日：歌手デビュー20周年に際し、CD選書Q盤として高城賢によるデジタルリマスター化（規格品番：KTCR-1568）。
- 2007年3月21日：オリジナル・アルバム、企画アルバムを集めた21枚組CD-BOX『来生たかお大全集』（ユニバーサルミュージック／規格品番：UPCY-6355/75）に1995年版を収録（規格品番：UPCY-6367）。

## パッケージの体裁

### アルバムタイトル
※初出のジャケット表記“Étranger”以外のもの
ケースの側面部
- CT：？
- オリジナル版CD・1991年版CD：“エトランジェ”
- 1995版CD・2007年版CD：？

帯
LP・オリジナルCD・1991年版CD：“エトランジェ”
なお、各種ディスコグラフィーによっても表記は片仮名やアルファベットになっており、“Etranger”の表記も見られる。

### ディスクジャケット
- オリジナル版CD：ジュエルケースに2つ折りのカード（及び、歌詞カード）を挿入／バックインレイはLPの歌詞カードに用いられた写真を使用
- 1991年版CD：ジュエルケースに2つ折りのカード（及び、オリジナル版CDのものを基調とした歌詞カード）を挿入／バックインレイはLPの歌詞カードに用いられた写真を使用
- 1995年版CD：ジュエルケースに2つ折りのカード（及び、オリジナル版CDのものを基調とした歌詞カード・既出オリジナルアルバムのディスコグラフィー）を挿入／バックインレイはLPと同じ写真を使用
- 2007年版CD：ジュエルケースに2つ折りのカード（及び、オリジナル版CDのものを基調とした歌詞カード）を挿入（及び厚紙製ケース付き）／バックインレイはLPと同じ写真を使用

### 帯のコピー
- LP：ゆるやかに時を止めて、ひとときのメロディ・トーク。テレビ東京ドラマ<花の生涯>主題歌「時を咲かせて」、「グッバイ・デイ」ニュー・バージョンを収録のニュー・アルバム。
- オリジナル版CD：ゆるやかに時を止めて、ひとときのメロディ・トーク。テレビ東京ドラマ<花の生涯>主題歌「時を咲かせて」、「グッバイ・デイ」ニュー・バージョンを含むニュー・アルバム。
- 1991年版CD：記載なし
- 1995年版CD：ゆるやかに時を止めて、ひとときのメロディ・トーク。 「Goodbye Day」（Bran-new Version）を含む、13thアルバム。（“20th anniversary”の記載あり）

## 収録曲
LP版・CT版（CD版は省略）
※各曲の収録時間はLPに記載がないためCDに準拠

### SIDE 1
1. 静けさのメニュー（4：01）
  - 作詞：来生えつこ ／ 作曲：来生たかお ／ 編曲：中西俊博
2. 時を咲かせて（4：22）
  - 作詞：来生えつこ ／ 作曲：来生たかお ／ 編曲：清水信之
  - 第21弾オリジナルシングル（1987年10月25日リリース）で、北大路欣也 主演のテレビ東京系新春ワイド時代劇『花の生涯 井伊大老と桜田門』（1988年1月2日）の主題歌として使用された。
  - 来生えつこによれば、元々は「Étranger」というタイトルで歌詞も異なるものだったが、時代劇の主題歌として使用されるため、変更せざるを得なかったという[2]。
  - 来生は、本アルバムの思い入れが強い1曲に挙げている[2]。
3. グリサンド（4：35）
  - 作詞：来生えつこ ／ 作曲：来生たかお ／ 編曲：清水信之
  - 小堺一機のアルバム『Someone Like You-あなたに似た人-』（1987年8月21日リリース）に収録された提供曲「アナザーデイ」のタイトル・歌詞を改変した楽曲。
  - 来生えつこによれば、歌詞に登場する“ルルーシュ色”というフレーズは、フランス映画『男と女』で回想シーンに転じる際、カラーの画面がセピア調になる演出が印象に残っており、同映画の監督のクロード・ルルーシュに由来しているという[1]。タイトルのヨーロッパ的な響きもあり、本アルバムで気に入っている1曲に挙げている[2]。タイトルは楽器演奏法の「グリッサンド」から付けられている[2]。
4. 風のエピローグ（4：53）
  - 作詞：来生えつこ ／ 作曲：来生たかお ／ 編曲：萩田光雄
5. 楽園のDoor（4：42）
  - 作詞：小倉めぐみ ／ 作曲：来生たかお ／ 編曲：清水信之
  - 1987年1月10日、南野陽子がシングルとしてリリースした提供曲で、彼女が主演した東映映画『スケバン刑事』（1987年）のテーマソングとして使用された。来生は、同じく南野に提供した「さよならのめまい」と共に好きな楽曲だという[3]。

### SIDE 2
1. 夜にエトランジェ（4：02）
  - 作詞：来生えつこ ／ 作曲：来生たかお ／ 編曲：萩田光雄
2. Goodbye Day（5：23）
  - 作詞：来生えつこ ／ 作曲：来生たかお ／ 編曲：清水信之
  - 本アルバムリリースの時点で2回目のセルフカバーである。
  - 来生は、人気の高い楽曲であり、ヨーロッパ調の本アルバムの中で今風にアレンジにしたらどうなるか、清水信之に面白い編曲を期待しつつ、元のイメージを壊さずコンテンポラリーな仕上がりを思い描いたという。実際に出来上がったものに対しても、シンセサイザーでサンプリングしたストリングスも生音に近く「上手く出来ている」と述べている[2]。
  - 楽曲の詳細は企画アルバム『来生たかお』、オリジナルアルバム『Sparkle』を参照。
3. 避暑地に陽炎（4：56）
  - 作詞：来生えつこ ／ 作曲：来生たかお ／ 編曲：萩田光雄
  - ブリヂストン「New Wing」CMテーマ・ソング。LPでは“BRIDGESTONE“NEWING”CD THEME SONG”、CDでは“ブリヂストン“New Wing”CMテーマ・ソング”と添えられている。
  - 来生えつこは、本アルバムで気に入っている1曲に挙げている[2]。
4. そしてほのかに夏は行く（4：07）
  - 作詞：来生えつこ ／ 作曲：来生たかお ／ 編曲：清水信之
  - タイトルは、フェデリコ・フェリーニが監督した映画『そして船は行く』が基になっているという[4]。
5. 素顔の明日へ（5：10）
  - 作詞：来生えつこ ／ 作曲：来生たかお ／ 編曲：萩田光雄
  - 来生は、それまでと違ったスケールの大きな楽曲として、本アルバムの思い入れの強い1曲に挙げている[2]。また、ビリー・ジョエルに歌って欲しいと語ったことがある[5]。

## 参加ミュージシャン
- Piano：フェビアン・レザ・パネ（SIDE1-1）、倉田信雄（SIDE1-4／SIDE2-5）、松田真人（SIDE2-1,3,5）
- Electric Piano：倉田信雄（SIDE2-3）
- Keyboards：倉田信雄（SIDE1-4）、松田真人（SIDE2-1,3,5）、永田一郎（SIDE2-5）
- Electric Guitar：松原正樹（SIDE2-3,5）
- Acoustic Guitar：笛吹利明（SIDE2-3,5）
- Guitar：北島健二（SIDE2-1）
- Bass：中村幸司（SIDE1-1）、渡辺直樹（SIDE2-1／SIDE2-4）、美久月千晴（SIDE2-3,5）
- Drums：滝本秀延（SIDE2-1）、島村英二（SIDE2-3,5）
- Chorus：比山清（SIDE1-4／SIDE2-3）、木戸康弘（SIDE1-4／SIDE2-3）、広谷順子（SIDE1-4／SIDE2-3）、鳴海寛（SIDE1-5）
- Duet Chorus：新居昭乃（SIDE1-3）
- Strings：前田グループ（SIDE1-1）、金子飛鳥グループ（SIDE1-5／SIDE2-4,5）、加藤グループ（SIDE2-1）
- Synthesizer Operation：清水信之、森達彦（Hammer）、梅原篤（Tight Rope）伯耆弘徳（The Phenomenon Studio）、鳥山敬治（Sun Musical Service）
- Flute：赤木リエ（SIDE1-1）
- Oboe：市川清志（SIDE1-1）
- Horn：山岸博（SIDE1-1）
- Harp：朝川朋之（SIDE1-1）
- All Instruments：清水信之（SIDE1-2,3／SIDE2-2,4）
- All Instruments（except Strings）：清水信之（SIDE1-5／SIDE2-4）

## 参加スタッフ
- Executive Producer：多賀英典
- Director：高橋良一
- Recording & Mixing Engineer：清水高志（MIX）
- Assistant Engineer：渡辺省二郎、Masaru Arai、Shinichi Tomita、田中是之（Mix）
- Art Director：蓮井幹夫
- Photographer ：山中学
- Stylist：Yuko Yosida
- Hair, Make-up：Kouki Takano
- Coutume：Doman
- Special Thanks To 竹脇隆（Kitty Artists Inc.）、宮崎真哉（Kitty Music Corp.）、大森俊之（P.H Sound Studio）